# バカが全裸でやってくる
『バカが全裸でやってくる』（バカがぜんらでやってくる）は著者・入間人間のライト文芸。メディアワークス文庫刊（アスキー・メディアワークス）。挿絵はない。

## 概要
小説家志望の大学生である「僕」の家に全裸の男が乱入し騒ぎに巻き込まれながら、小説家としての意欲を養っていくという成長物語。
井田ヒロトによる漫画版が2011年10月18日に創刊したアルティマエースVol.1より連載開始したが、掲載誌であるアルティマエースが2012年10月18日発行のVol.7号にて休刊したため、ヤングエースへ移籍し2012年12月4日発行の2013年1月号より移籍連載を開始し、翌号の2013年2月号にて連載を終了した。原作第1巻を元にしており、コミックスは全2巻で全9話、第2巻には原作者入間人間によるコメントが巻末に掲載されている。

## 登場人物
「僕」
主人公。
「バカ」

甲斐 抄子

## 既刊一覧
- 入間人間 『バカが全裸でやってくる』 メディアワークス文庫刊（アスキー・メディアワークス）
  1. 2010年8月発行、ISBN 978-4-04-868819-2
  2. 〈Ver.2.0〉 2011年9月発行、ISBN 978-4-04-870821-0
- 井田ヒロト 『バカが全裸でやってくる』（漫画）角川コミックス・エース刊（角川書店）
  1. 2012年7月26日初版発行、ISBN 978-4-04-120370-5
  2. 2013年1月26日初版発行、ISBN 978-4-04-120580-8